# Opatówek (gemeente)
De gemeente Opatówek is een landgemeente in het Poolse woiwodschap Groot-Polen, in powiat Kaliski.
De zetel van de gemeente is in Opatówek.
Op 30 juni 2004 telde de gemeente 9968 inwoners.

## Oppervlakte gegevens
In 2002 bedroeg de totale oppervlakte van gemeente Opatówek 104,32 km², waarvan:
- agrarisch gebied: 82%
- bossen: 8%

De gemeente beslaat 8,99% van de totale oppervlakte van de powiat.

## Demografie
Stand op 30 juni 2004:
| Omschrijving                   | Totaal | Totaal | Vrouwen | Vrouwen | Mannen | Mannen |
| ------------------------------ | ------ | ------ | ------- | ------- | ------ | ------ |
| eenheid                        | aantal | %      | aantal  | %       | aantal | %      |
| inwoners                       | 9968   | 100    | 5062    | 50,8    | 4906   | 49,2   |
| bevolkingsdichtheid (inw./km²) | 95,6   | 95,6   | 48,5    | 48,5    | 47     | 47     |

In 2002 bedroeg het gemiddelde inkomen per inwoner 1452,81 zł.

## Administratieve plaatsen (sołectwo)
Borów, Chełmce, Cienia-Folwark, Cienia Pierwsza, Cienia Druga, Cienia Trzecia, Dębe-Kolonia, Janików, Józefów, Kobierno, Michałów Drugi, Michałów Trzeci, Nędzerzew, Nowa Tłokinia, Opatówek, Porwity, Rajsko, Rożdżały, Sierzchów, Szałe, Szulec, Tłokinia Kościelna, Tłokinia Mała, Tłokinia Wielka, Trojanów, Warszew, Zawady, Zduny.

## Aangrenzende gemeenten
Ceków-Kolonia, Godziesze Wielkie, Koźminek, Kalisz, Szczytniki, Żelazków